# Concattedrale di Cagli
La basilica concattedrale di Santa Maria Assunta è il principale luogo di culto cattolico di Cagli, in provincia di Pesaro e Urbino, concattedrale della diocesi di Fano-Fossombrone-Cagli-Pergola e sede parrocchiale.

## Storia

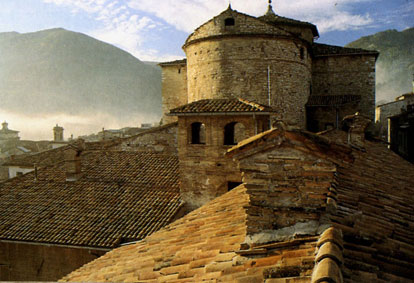
La parte absidale

La cattedrale altomedioevale sorse, secondo le ipotesi più accreditate, sul colle oggi denominato dei cappuccini, ove era il cuore politico e religioso della città pentapolitana di Cagli difesa dalle sue torri che dal colle della Banderuola si articolavano sino al sovrastante colle dell'Avenante. Nel 1287 la città fu in parte distrutta dal fuoco in seguito ad un violento scontro militare tra guelfi e ghibellini; gli abitanti allora, sotto la protezione e con il determinante impulso di papa Niccolò IV, la ricostruirono nel sottostante pianoro detto di Sant'Angelo o anche Mercatale, dove è tuttora, e dove all'epoca già sorgevano la chiesa di San Francesco e quella di Sant'Angelo Maggiore insieme al borgo sviluppato a ridosso della consolare Flaminia. I lavori della nuova cattedrale iniziarono nel 1292 e, con il contributo finanziario del Comune, furono portati a compimento nel corso del XIV secolo. Questo edificio fu completamente rifatto a partire dal 1646 e consacrato solennemente il 10 ottobre 1677. I lavori della nuova cattedrale possono dirsi conclusi con le opere eseguite nel 1754 nella Cappella del SS.mo Sacramento.
Il violento terremoto del 3 giugno 1781, che fece crollare l'alta cupola insieme ad altre porzioni della vasta fabbrica, costrinse ad un importante lavoro di recupero e ricostruzione; la nuova cattedrale (priva del cupolone sostituito dall'attuale catino e con il campanile cimato) fu riaperta al pubblico nel 1792.
A seguito del Terremoto di Umbria e Marche del 1997 la chiesa è stata sottoposta a nuovi importanti restauri strutturali insieme ad interventi necessari per legge come il nuovo impianto di riscaldamento sottopavimento ed il nuovo impianto elettrico ed illuminotecnico. La domenica delle Palme del 2004, dopo quasi sette anni, è stata riaperta al culto.
La concattedrale di Cagli fu elevato alla dignità di basilica minore da papa Giovanni Paolo II nel 1982.

## Descrizione

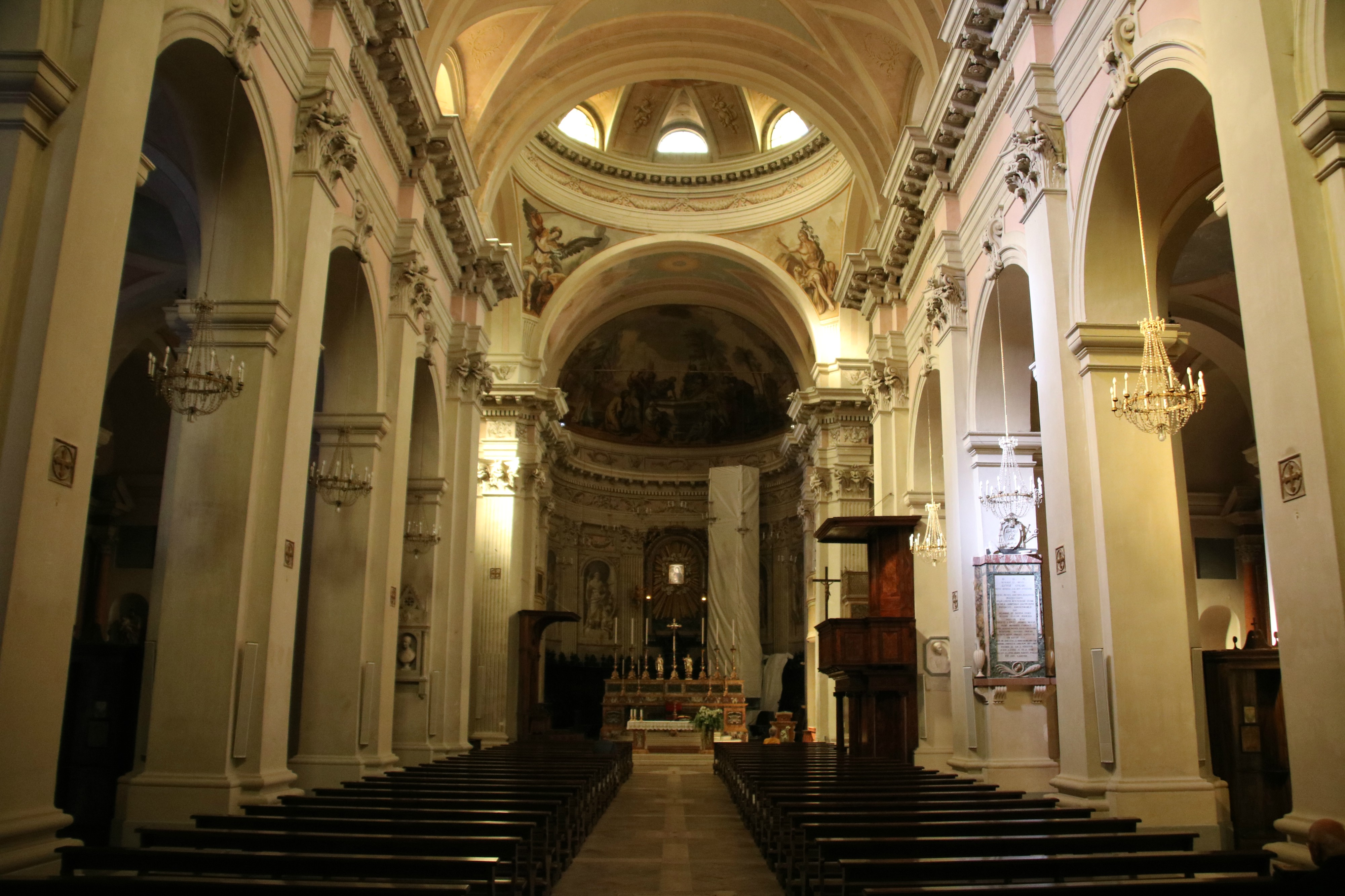
L'interno

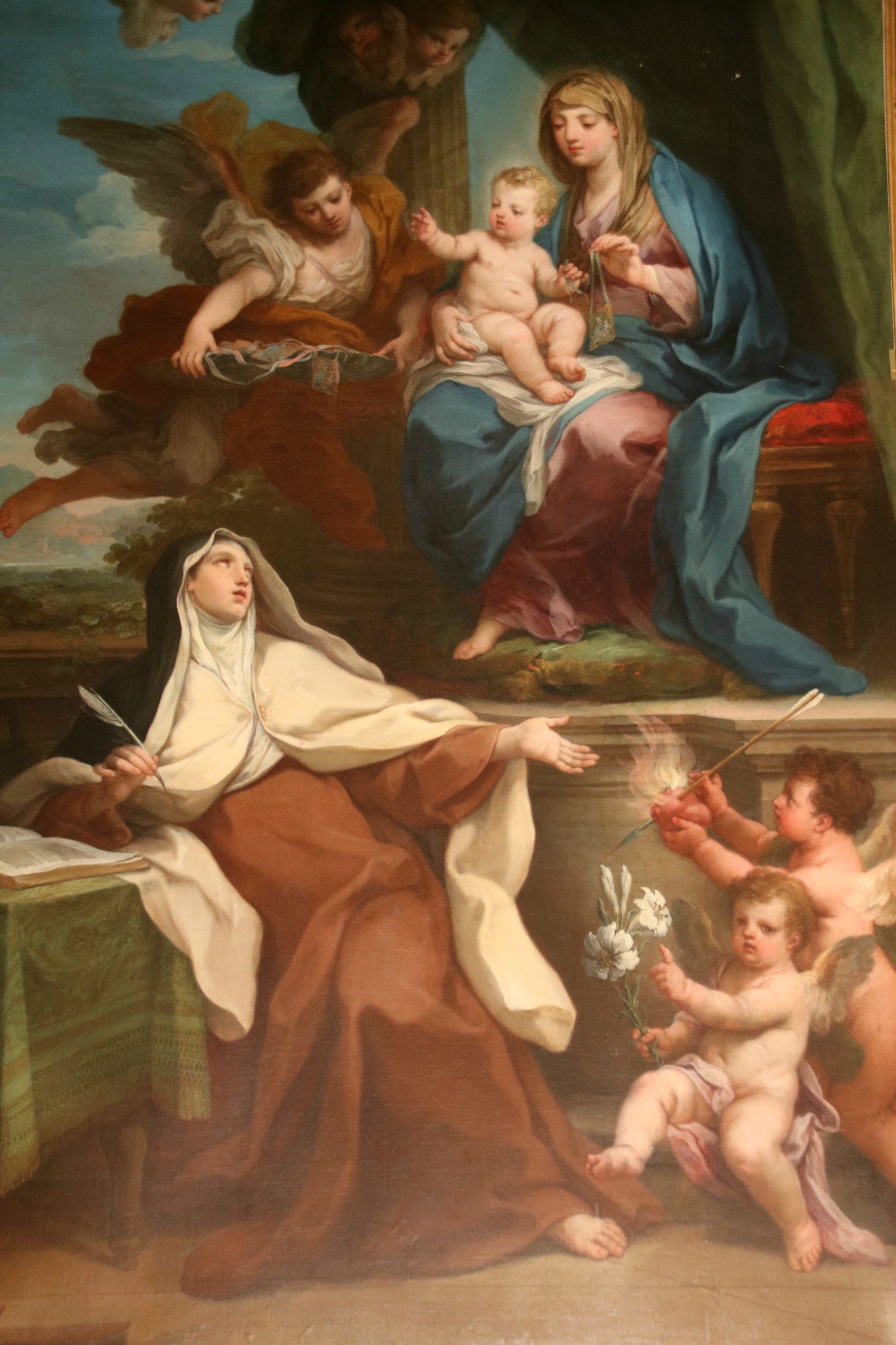
La Madonna col Bambino appare a Santa Teresa di Sebastiano Conca, 1720

Della struttura medioevale sul lato sinistro è il portale gotico che nel 1424 mastro Antonio di Cristoforo da Cagli firma e data, con pittura seicentesca di Lodovico Viviani da Urbino. D'impianto basilicale a tre navate, la chiesa principale di Cagli ebbe a perdere, con il terremoto del 1781, l'alta cupola di Pietro Giacomo Patriarca, che fu sostituita con l'attuale catino. Su disegno del 1790 dell'architetto di corte Giovanni Antinori si realizza anche l'edicola ottagonale in mattoni del campanile. Nella navata laterale destra, dopo il monumento funebre realizzato dal cagliese Francesco Benni (che in Roma lavora al Vittoriano con Sacconi) e la statua in stucco di San Pietro, è la Morte di Sant'Andrea Avellino di Gaetano Lapis datata 1758.
Nella cappella successiva il maestro del Lapis, Sebastiano Conca, nel 1720 aveva eseguito la Madonna col Bambino appare a Santa Teresa. Nel braccio destro del transetto, nell'altare del Comune di Cagli progettato da Gianfrancesco Buonamici da Rimini, è posta la grande pala dei Santi protettori che Luigi Garzi dipinse nel 1704. Sulla cantoria vi è l'organo a canne, costruito da Nicola Morettini da Perugia nel 1889, ovvero tre anni dopo aver realizzato quelli della basilica di San Giovanni in Laterano; dispone di 14 registri su due manuali e pedale.
Al centro dell'abside, dal 1805, entro una raggiera dorata è il piccolo frammento d'affresco d'inizio Quattrocento della veneratissima Madonna delle Grazie. Su indicazione di Pio VI (1775-1799) il pittore Fabieni eseguiva a chiaroscuro i Quattro Evangelisti e nel catino absidale a tempera realizzava gli Apostoli al sepolcro della Vergine. Nei pennacchi del catino della crociera, lo stesso autore, raffigurò i massimi protettori di Cagli. Al centro del catino, il ciclo pittorico si conclude con l'Assunta, titolare della chiesa. Nel braccio sinistro del transetto, l'unico altare in polveri di marmo del Duomo del 1791 era anticamente marmoreo, appartenendo ai Medici di Firenze i quali commissionarono nel 1695 la Madonna col Bambino, San Pietro e San Giovanni Battista ad un Nasini da Siena.
Per la cappella del Santissimo Sacramento, alla quale si accede dal transetto, l'omonima confraternita fece eseguire a Gaetano Lapis la Comunione degli Apostoli e la Caduta della manna che furono spedite da Roma tra il 1754 e il 1756. Tipicamente lapisiana è la particolare fulgente cromia. La navata laterale sinistra, giungendo dal transetto, presenta un'Annunciazione della Bottega del Barocci con nel timpano il Padre Eterno, opera giovanile e immatura del Lapis. Nella cappella successiva è il frammento d'affresco del Cinquecento dell'Immacolata Concezione attribuito a Giuliano Persciutti da Fano (ma probabile opera del pittore Dionigi da Cagli) e nel timpano dell'altare è il seicentesco Padre Eterno del cagliese Giambattista Gambarini. Nell'altare successivo la pala seicentesca di San Liborio è di Giulio Cesare Begni da Pesaro.
Infine nell'Aula Capitolare è la seicentesca Madonna col Bambino attribuita al Sassoferrato, mentre nella prima sagrestia sono, in particolare, un San Luigi Gonzaga di Sebastiano Conca (1575) e un'Annunciazione, opera di Giovan Giacomo Pandolfi (1636).